# High Stakes (Fernsehserie)
High Stakes ist eine deutsche Fernsehserie von Regisseurin Marijana Verhoef und Ideengeber Orkun Ertener mit sechs Folgen aus dem Jahr 2025.

## Handlung

### Folgen 1 & 2
Ayla hat Astrophysik in Heidelberg studiert und träumt davon, Astronautin zu werden. Doch ihren Eltern wollen für sie eine klassische Karriere. Überraschend erhält sie einen Praktikumsplatz bei der NASA, doch muss sie innerhalb von sechs Wochen 22.500 Euro für Flüge, Wohnung etc. aufbringen. Ayla glaubt, dass ihre Eltern sie nie unterstützen würden. Da sie zudem strenggläubige Muslima ist, sucht sie verzweifelt nach einem legalen Weg Geld zu verdienen.
Ihr Bruder Tolga baut derweil das Start-up „Turkish Delight“, eine Datingapp für Muslime, auf. Für den Aufbau eines Büros hat er von seinen Eltern 50.000 Euro als Darlehen erhalten, was Ayla eifersüchtig werden lässt. Bei der Renovierung des Büros sieht sie Tolga mit Freunden Texas-Hold’em-Poker spielen. Sie ist fasziniert, hält das Spiel aber für harām. In einem Nachtclub konfrontiert sie Tolga, wird aber von dessen Freund Vincent hinausbegleitet. Dabei sieht sie in einem Hinterzimmer ein Pokerspiel mit hohen Einsätzen (englisch: High Stakes).
Wieder zu Hause erhält sie nur Absagen von möglichen Stipendiengebern. Zusätzlich ist sie von ihren Eltern frustriert, die ihr einen Job bei einem Versicherungsunternehmen besorgen wollen. Ihre Mutter kritisiert sie für ihre angeblich kindischen Träume. Daraufhin trifft sich Ayla in einem Café mit Vincent, der ihr erklärt, im Poker spiele man nicht das Spiel, sondern gegen die Mitspieler. Später stellt sich heraus, dass Vincent und Tolga ein Paar sind, doch Vincent kommt Ayla bei deren gemeinsamen Treffen immer näher.
Schließlich erscheint er gar bei Ayla zu Hause, woraus ihre Mutter schließt, Vincent sei ihr Freund. Nach einem weiteren Training bekennt Ayla, bereit für das Hinterzimmer-Poker zu sein. Bei einem Abendessen erzählt, Aylas Mutter in Anwesenheit von Tolga freudestrahlend, dass Ayla mit Vincent zusammen sei, was Tolga spürbar aufregt. In der letzten Einstellung sitzt Ayla verkleidet am Pokertisch und nennt sich selbstbewusst gegenüber dem Clubbesitzer Nina.

## Produktion
Die Serie wurde in Kooperation mit ZDFneo in Deutschland produziert. Die ersten beiden Folgen feierten am 29. Juni im Rahmen des Filmfest München 2025 Premiere. Dort wird der Film in der Reihe Neues Deutsches Fernsehen gezeigt. Die Serie wurde vom Filmförderungsfonds Bayern gefördert.

## Rezeption
Michael Müller in The Spot: „Lustigerweise sind die Gangster in den ersten beiden „High Stakes“-Episoden die größten stumpferen Klischees. Aber das Ganze macht schon Lust auf mehr. Diese Heldinnenreise tritt man nur zu gerne mit der jungen muslimischen Protagonistin an, weil sie ganz sicher noch an ihre moralischen Grenzen stoßen wird. Aber auch, weil man gerne sehen will, wie Ayla an ihren Aufgaben wächst, sich mit Vincent verbindet und schnell mit ihrem wachen Verstand lernen wird, wie sie die überwiegend männlichen Kartenspieler abziehen wird.“

## Auszeichnungen (Auswahl)
- 2025: Bernd-Burgemeister-Fernsehpreis-Nominierung in der Kategorie Beste Fernsehserie[6]